# Trenes Regionales Tesino Lombardia

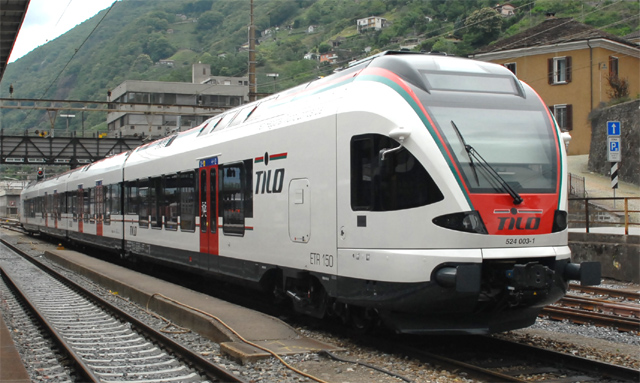
Tren FLIRT de TiLo

Trenes Regionales Tesino Lombardia o simplemente TiLo por su acrónimo en italiano (Treni Regionali Ticino Lombardia) es una sociedad anónima fundada 2004 por las empresas ferroviarias estatales italiana (Trenitalia) y suiza (SBB-CFF-FFS). Cada accionista participó en un 50% de la sociedad. Desde el 10 de junio de 2011 la participación de Trenitalia fue traspasada a Trenord.
La sociedad tiene como objetivo la prestación y desarrollo de servicios ferroviarios transfronterizos entre el Cantón del Tesino en el sur de Suiza y la Región de la Lombardía en el norte de Italia.

## Líneas
- S 10 (Airolo - Faido -) Biasca - Castione-Arbedo - Bellinzona - Lugano - Mendrisio - Chiasso - Como San Giovanni - Albate-Camerlata
- S 20 Castione-Arbedo - Bellinzona - Cadenazzo - Locarno
- S 30 Bellinzona - Cadenazzo - Luino
- RE Bellinzona - Milán

## Trenes
Para poder brindar el servicio ferroviario en ambos países y teniendo en cuenta la diferente electrificación, TiLo posee 19 trenes RABe 524 FLIRT bitensión (15 kv CA para Suiza y 3kv CC para Italia) de 4 coches cada uno. Debido al éxito de estos trenes, desde 2010 TiLo está incorporando por etapas 11 FLIRT adicionales de 6 coches cada uno.
Además la compañìa utiliza 5 electrotrenes RBDe 560 NPZ (Neuer Pendelzug Zug).